# Mein Herz ruft nach Liebe – Dil Bole Hadippa!
Mein Herz ruft nach Liebe – Dil Bole Hadippa! ist ein indischer Spielfilm des Regisseurs Anurag Singh und des Produktionshauses Yash Raj Films, der 2008 gedreht wurde und am 18. September 2009 weltweit in die Kinos kam. Die Hauptrollen spielen Rani Mukherji und Shahid Kapoor, die hier erstmals für einen Film gemeinsam vor der Kamera standen.

## Handlung
Die junge Veera wohnt in einem kleinen Dorf im Punjab und träumt davon, sich in einem Cricketteam einen Namen zu machen. Sie ist ein Fan des Cricketspielers Sachin Tendulkar und arbeitet in einem Tanztheater zusammen mit dem Star Shanno, die sehr von ihrem Talent überzeugt ist.
Rohan ist ein erfolgreicher Kapitän einer Cricketmannschaft in England. Sein Vater Vicky und seine Mutter Yamini leben getrennt. Seine Mutter lebt mit ihm in England, während sein Vater in Indien geblieben ist und Rohan nur selten sieht. Vickys indisches Cricketteam spielt jedes Jahr ein Spiel gegen das pakistanische Team von Lucky, Vickys Freund. Das Spiel, den sogenannten „Aman Cup“, hat das indische Team seit acht Jahren nicht mehr gewonnen. Vicky möchte, dass sein Sohn ihm dabei hilft, das Team zu einem Sieg zu führen. Da Vicky aber nicht weiß, wie er Rohan dazu bringen soll, nach Indien zu kommen, täuscht er einen Herzinfarkt vor. Als Rohan nach Indien kommt und hört, warum ihm sein Vater den Infarkt vorgespielt hat, lässt er sich dazu überreden, das Team zu trainieren.
Rohan will die besten Spieler für das Team aussuchen. Als Veera von dem Auswahltraining hört, läuft sie sofort zum Spielfeld, um ihr Können zu beweisen. Der Wachmann vor dem Tor zum Spielfeld lässt sie aber nicht hinein, da sie eine Frau ist. Sie wird im Tanztheater auf die Idee gebracht, sich als Mann zu verkleiden. Am nächsten Tag geht sie in ihrer Verkleidung zum Spielfeld, kann zeigen was sie kann und kommt so als Veer Pratap Singh ins Team.
Eines Tages beim Training schüttet ihr Sonia, eine Freundin von Rohan, Saft ins Gesicht. Veer läuft in den Umkleideraum, in den ihm ein aufgebrachter Rohan folgt, da Sonia sich über Veer beschwert hat. Im Umkleideraum trifft er nicht auf Veer, sondern auf Veera. Die beiden streiten sich, woraufhin Veera behauptet, sie sei Veers Schwester. Auf dem Spielfeld bittet Rohan Veer, ihn zu Veera zu bringen, damit er sich entschuldigen kann. Vicky bittet Veera, Rohan die Schönheit Indiens zu zeigen, sodass Rohan nie mehr nach England zurückwill. Rohan verliebt sich in Veera und bittet Veer, ihm zu erlauben, mit Veera auszugehen. Veer sagt zu und die beiden erleben einen wunderschönen Abend.
Am nächsten Tag findet das entscheidende Spiel zwischen Indien und Pakistan statt. Rohans Mutter kommt zu dem Spiel, um ihrem Sohn zuzusehen. Während der Aufregung im Spiel verliert Veer eine Kontaktlinse, die Rohan bemerkt. Rohan erkennt an den hellen Augen, dass es Veera ist. In der Halbzeit streitet sich Rohan mit Veera, da sie ihn betrogen und mit ihm gespielt hat. Rohan geht zurück zum Spiel, aber ohne Veer. Die Inder, die vorher so gut waren, spielen nunmehr schlecht, da Veer fehlt und Rohan aus Ärger über Veera abgelenkt ist. Vicky, der alles von dem Streit zwischen Rohan und Veera mitbekommen hat, erklärt Rohan, dass es nicht wichtig sei, ob sie gewinnen oder verlieren. Rohan erkennt aber, dass es seinem Vater doch wichtig ist, und bittet Vicky, zu Veera zu gehen und sie zu fragen, ob sie wieder mitspielt. Als Veera zurück auf das Spielfeld kommt, sieht es wieder so aus, als würde das indische Team gewinnen. Veera wird von einem pakistanischen Spieler gefoult und verletzt sich am Arm. Rohan kommt und hilft ihr. Das indische Team gewinnt schließlich das Spiel und Rohan überredet Veera, ihre wahre Identität zu offenbaren. Zunächst sind alle Anwesenden aufgebracht, dann jedoch hält Veera eine Rede, worauf ein jeder einsieht, dass alle begabten Frauen die Möglichkeit haben sollten, in Cricketteams zu spielen. Am Schluss feiern alle zusammen und Veera und Rohan sind vereint.

## Musik
Die Filmmusik wurde von Pritam Chakraborty komponiert. Die Liedtexte stammen von Jaideep Sahni.
| Titel                    | Sänger                                    |
| ------------------------ | ----------------------------------------- |
| Hadippa                  | Mika Singh                                |
| Hadippa (Remix)          | Mika Singh, Sunidhi Chauhan               |
| Gym Shim                 | Julius Packiam                            |
| Bhangra Bistar           | Alisha Chinoi, Sunidhi Chauhan, Hard Kaur |
| Ishq Hi Hai Rab          | Shreya Ghoshal, Sonu Nigam                |
| Discowale Khisko (Remix) | Master Saleem                             |
| Discowale Khisko         | Kay Kay, Sunidhi Chauhan                  |

## Kritiken
„Starbesetzte Bollywood-Mischung aus Sportfilm, Verwechslungskomödie und Liebesdrama. Große Emotionen, dramatische Verwicklungen, komische Rollenspiele, Gesang und Tanz werden dramaturgisch flüssig gemischt und mit einer handfesten aufklärerischen Botschaft angereichert, bei der es um die Rechte von Frauen, aber auch um die Utopie einer Annäherung ans verfeindete Pakistan geht.“